# Cosme Bento
Cosme Bento das Chagas (Sobral, entre 1800 e 1802 — Itapecuru-Mirim, setembro de 1842), também conhecido como Negro Cosme, foi um líder quilombola brasileiro.
Em 1830, já alforriado, foi preso em São Luís, no Maranhão, por ter assassinado Francisco Raimundo Ribeiro. Fugiu da prisão e, após um período em que pouco se sabe sobre sua vida, se torna líder de quilombos.
Em dezembro de 1838, o movimento conhecido como Balaiada eclodiu no Maranhão a partir da invasão da cadeia da Vila da Manga por Raimundo Gomes. Com a repressão efetuada por Luís Alves de Lima e Silva, a resistência só pôde ser mantida com o apoio militar de Cosme Bento e seus mais de três mil comandados à revolta.
Cosme adotou o título de "Dom Cosme Bento das Chagas, Tutor e Imperador da Liberdade Bem-Te-Vi" e fundou na fazenda Tocanguira, em Lagoa Amarela, o maior quilombo da história do Maranhão.
Após a rendição de Raimundo Gomes em 15 de janeiro de 1841, o movimento é considerado debelado, mas Cosme só é preso em Mearim, no dia 7 de fevereiro daquele ano. Condenado por sublevar escravos e por sua fuga da prisão é morto em setembro de 1842, enforcado em frente a Cadeia Pública de Itapecuru, hoje Casa da Cultura Professor João Silveira.

## Panorama da época
Com o fim do Primeiro Reinado e o início do período regencial, quase toda a Nação conheceu rebeliões, arruaças e agitações contra a ordem estabelecida. Graças a instabilidade política e econômico-financeira, esta época ficou conhecido como uma das mais conturbadas na história do país.
No inicio do século XIX, o estado do Maranhão possuía aproximadamente 200 mil habitantes, dos quais mais da metade era de escravos que trabalhavam nas lavouras de algodão em difíceis condições. Vaqueiros, artesãos sertanejos e trabalhadores livres também viviam miseravelmente. Toda essa população era explorada pelos grandes proprietários rurais e pelos comerciantes, grupos que controlavam o governo local.
Neste período, a região do Maranhão, que era uma das grandes exportadoras de algodão, sofreu uma grave crise econômica devido à concorrência com os Estados Unidos. A indústria pecuária, que tinha forte ligação com a renda obtida pela exportação deste produto, além de abarcar uma grande parcela da força de trabalho escrava do estado, entrou em colapso. Quanto ao cenário político, uma disputa de poder surgiu no coração da elite, que se refletiu por todo o território pela oposição dos liberais (bem-te-vis) e pelos conservadores (cabanos).
A intranquilidade social do Maranhão também era produto da miséria a que estavam submetidas as camadas populares. Somando-se a isso, a ação policial assumia, cada vez mais, um caráter repressivo, por meio de violência e prisões arbitrárias. A principal causa da revolta foi, então, a detenção do irmão do vaqueiro Raimundo Gomes, o Cara Preta, acusado pelo subprefeito de Vila da Manga (atualmente, Nina Rodrigues), José Egito, um cabano. No dia 13 de dezembro de 1838, Raimundo Gomes, com nove outros homens, invadiu o edifício da cadeia pública da povoação e libertou-o, reforçando seu grupo com os prisioneiros soltos e vinte e dois soldados encarregados da segurança policial da Vila.
Gomes ainda conseguiu o apoio de Lívio Pedro Moura, Mulungueta, e Manuel Francisco dos Anjos Ferreira, também conhecido como Manuel Balaio, o que deu nome ao movimento. Posteriormente, se juntaria aos líderes da revolta, Cosme Bento, ex-escravo que comandava um quilombo com aproximadamente três mil africanos fugidos.

## Primeiros anos
Cosme Bento das Chagas, também conhecido como "Negro Cosme", nasceu escravo entre 1800 e 1802, na cidade de Sobral, no estado do Ceará. Além do trabalho que executava a comando de um senhorio, também vivia de pequenos expedientes, ocupando-se com outras tarefas braçais. Diferente da maioria dos subjugados, Cosme sabia ler e escrever. Ainda jovem, chegou como negro alforriado ao Maranhão. Pouco se sabe sobre os primeiros anos de sua vida, assim como datas precisas de acontecimentos marcantes até então.
Porém, em 22 de setembro de 1830 foi preso por ter assassinado Francisco Raimundo Ribeiro, em Itapecuru-Mirim, sendo enviado à capital do estado, São Luís. Cosme fugiu da cadeia em 1º de maio de 1833, após liderar uma rebelião entre os presos. Ao escapar, passou a promover uma vasta insurreição de negros em várias fazendas e pontos de trabalho escravo da região.
Escondendo-se em diversos quilombos, ajudou muitos escravos a se libertarem e fugirem da opressão dos proprietários, apresentando-se frente à grande população negra, unindo-os sob a sua tutela, ideologia e bandeira. Concedeu a si próprio o título de "Dom Cosme Bento das Chagas, Tutor e Imperador da Liberdade Bem-Te-Vi", estabelecendo, um quartel-general em Lagoa Amarela, na Comarca do Brejo, próximo aos rios Munim e Mearim, Vale do Itapecuru. Assim nascia na fazenda Tocanguira, o maior quilombo da história do Maranhão.
Cosme estendia auxílio e confraternidade a todos aqueles que apoiavam a sua luta contra o escravismo e a miséria de parte da população, por vezes, buscando sacralizar sua liderança através de elementos do catolicismo popular. Sabe-se que era devoto de Nossa Senhora do Rosário, santa de grande popularidade entre os negros brasileiros, para cuja irmandade Cosme recrutava seus aliados. Ele mesmo escreveu num português custoso: “Toudos que quiserem dotarem a lei consedo a irmandade do Rosário onde tenho o meu isercio [exército]”. Por isso, também chamava seu movimento de “partido sagrado dessa Irmandade”.
Com sua fama se alastrando por toda Itapecuru Mirim e quilombos da região, Cosme ficou foragido até o ano de 1838, quando foi visto e capturado em Codó.

## Balaiada

### O início
Quando a Balaiada teve início, em dezembro de 1838, Cosme Bento ainda se encontrava detido em São Luís. Permaneceu na capital até outubro de 1839, quando consegue, novamente, fugir e participar dos levantes. Em novembro do mesmo ano, seu título de defensor da liberdade já era conhecido entre a população, tomando à frente de milhares de escravos às margens do Rio Itapecuru, reorganizando o quilombo em Lagoa Amarela, na fazenda Tocanguira.
Antes mesmo de integrar o movimento, Cosme já chamava sua luta de “Guerra da Lei da Liberdade Republicana”. Seu objetivo era criar uma outra visão de liberdade e igualdade entre os homens, buscando a insurreição contra a escravatura, em favor da liberdade. Para isso, fundou em seu quilombo uma hierarquia interna com a intenção de capacitar e alfabetizar a população subjugada, promovendo uma escola de primeiras letras. Uma vez que tal privilégio só era destinado e exclusivo aos filhos dos ricos proprietários das Províncias. Projeto que não pode ser confundido com o confronto geral dos chamados bem-te-vis, que buscavam a retomada do poder no estado do Maranhão.
No que diz respeito à Balaiada, desde 1838, o conflito teve vários líderes, cada qual com grupos que variavam de tamanho, que ora se uniam para uma batalha de grandes proporções, ora se dispersavam. A estratégia de luta era exatamente criar um movimento fracionado, com levantes sucessivos e ininterruptos. Dentre os rebeldes haviam vaqueiros, ex-integrantes da polícia, escravos e lavradores. Entre os líderes que mais se destacaram está Raimundo Gomes (O Cara Preta), Manuel Francisco dos Anjos Ferreira (O Balaio) e Cosme Bento (Negro Cosme). Em seu auge, a manifestação se expandiu e, após o cerco e tomada da cidade de Caxias, foi em direção ao estado do Piauí.

### Desenrolar e momentos finais
Passados dois anos desde o estouro da revolta, entre fevereiro e setembro de 1840, com seu poder e aparato militar, o coronel Luis Alves de Lima e Silva, o futuro Duque de Caxias, havia praticamente derrotado todos os rebeldes comandados por Raimundo Gomes. Este, então, vai se refugiar ao grupo de escravos fugidos liderados por Cosme Bento, que passou a ser o principal comandante do movimento. O “Tutor e Imperador da Liberdade” era quem mais assustava os fazendeiros locais, devido a seus piquetes avançados e fortes incentivos a insurreição nas propriedades da região.
A resistência só pôde ser mantida graças aos mais de três mil homens comandados por Cosme. Dentre as classes de pessoas que compunham este montante estão negros, escravos e pretos libertos, crioulos e africanos. Este último grupo ainda estava dividido entre angolanos, congos, cambindas, mandingas e nagôs. Durante seu controle sob a revolta, Cosme Bento apresentou grande visão política. Ele foi o primeiro líder a estabelecer uma aliança entre os rebeldes livres e escravos, assim como alcançar o apoio dos bem-te-vis, na tentativa de a Balaiada triunfar e, ainda, lograr a liberdade para o seu povo.
Porém, a força dos levantes diminuiu progressivamente, principalmente depois de agosto de 1840, quando Dom Pedro II subiu ao poder e decretou a anistia aos rebeldes. Não demorou para que um grande número de homens se rende à concessão. Os últimos a capitularem foram os negros. No grupo de Cosme Bento, restaram apenas 200 escravos, que permaneceram lutando contra às tropas do futuro Duque de Caxias.
A insurreição foi dada como terminada somente quando os legalistas capturaram Cosme. Sua prisão se deu após uma longa batalha sangrenta, realizada em Calabouço, no município de Mearim, em 7 de fevereiro de 1841. Não havia motivos para se entregar, mesmo com todos já lutando sem esperanças. Não queriam voltar a perder sua liberdade, tinham se tornado homens livres e corajosos. Por isso, muitos ainda batalharam até a morte ou serem aprisionados.
Cosme Bento foi mais do que um líder entre os balaios. Mesmo integrando e colaborando com a revolta em seu desenrolar, o ex-escravo pode ser considerado o chefe de uma Revolta Negra Maranhense, por preservar e lutar, acima de tudo, pela igualdade e direitos desta classe no Maranhão.

## Falecimento
Com a prisão de Cosme Bento, dava-se fim a Balaiada. Seu processo foi aberto em março de 1841, arrastando-se por mais de um ano. Levado a júri em um tribunal na vila e cabeça de comarca do Itapecuru Mirim, o julgamento fora realizado apenas em 5 de abril de 1842, sentenciado com a pena capital, condenado à forca.
Executado na Praça do Mercado, em frente a Cadeia Pública de Itapecuru, hoje Casa da Cultura Professor João Silveira, em setembro de 1842, Cosme, grande líder dos quilombolas, virou um símbolo da luta contra a escravidão, ficando conhecido pela região como o Zumbi maranhense.
No livro “O cativeiro”, do autor João Dunshee de Abranches Moura, encontram-se relatos e documentos significativos sobre a sociedade maranhense do século XIX. Dentre eles, uma carta de sua avó, Marta Alonso Alvarez de Castro Abranches, ao marido, Garcia de Abranches, que se encontrava em Portugal, na qual ela discorre sobre a pacificação, a anistia e, principalmente, como a prisão de Cosme Bento deu fim à Balaiada:
O que mais influiu, porém, para a pacificação, foi sem dúvida a declaração da maioridade do jovem monarca. Lima prometeu logo perdoar os que depusessem incondicionalmente as armas. Mas o fez só em parte [...] quanto ao negro Cosme, como bem previ e te anunciei, foi metido a ferros na cadeia, aqui, na capital. Garantem os cabanos que seguirá em breve para o Itapicuru onde será solenemente enforcado em presença de numerosos escravos da região para que o seu suplício sirva de exemplo aos que ainda sonham fugir das fazendas para os quilombos. Bela anistia, meu caro Censor! E dizerem por aí que ela foi a morte do cangaço! Do cangaço? Não: da Balaiada. O cangaço é a alma bravia dos sertões. E as almas bravias não se dominam pela força; domam-se só pelos influxos do ensino e da fé!
Assim como os líderes e participantes da Revolta dos Búzios, de 1798, em Salvador, e tantos outros insurgentes, Cosme Bento foi enforcado em público para servir de exemplo aos negros, escravos e miseráveis que pensassem em se rebelar contra as instituições da época. O estado do Maranhão, porém, já possuía uma forte tradição quilombola, o que permitiu que muitos cativos dessem continuidade a resistência à escravidão.
Negro Cosme foi condenado por liderar uma das mais temidas insurreições do povo negro já ocorridas no Brasil.

## Homenagens
A memória da Balaiada e de seus líderes ganharam novos significados com o passar do tempo, remetendo a história nacional e a composição de uma cultura regional. Muitas homenagens e obras referem-se a Cosme Bento e seus feitos. É possível identificar a reinvenção da tradição do chefe balaio em espaços políticos, religiosos e institucionais. Principalmente quando se trata de seu significado na luta popular contra a opressão e a ditadura do período. Também vale ressaltar que Negro Cosme foi o fundador da primeira escola de caráter democrática no Maranhão, onde aproveitava para abordar assuntos de militância à população quilombola.
Um dos exemplos é o Centro de Cultura Negra do Maranhão (CCN-MA), que traz o texto "A epopeia dos guerreiros balaios na versão dos oprimidos", de Magno José Cruz, em literatura de cordel. Segue um trecho de seus trechos:

Foi em mil e oitocentos / No ano de trinta e oito / Quando explodiu a Balaiada / Com muitos cabras afoitos / Pra agarrar a burguesada /E (ó) cortar-lhe o pescoço. Brigavam “bentevis” e “cabanos” / Na política do Maranhão /Briga de jornal (lero-lero) / Vejam a comparação: / Briga de Sarney e Castelo / Pra enganar Zé Povão. A Província naquela época / Tinha problemas sociais / Sofriam caboclos e negros / Com os preconceitos raciais / Fome, “pega”, desemprego / Tudo consta nos anais. Esses negros organizados / Chamados de quilombolas / Viram na Balaiada / Que era chegada a hora / Da liberdade sonhada /Renascer naquela aurora. Cosme Bento das Chagas / Logo então se destacou / E lá de Lagoa Amarela / Três mil negros libertou / E com tal valentia cega /A Balaiada engrossou. Ali Negro Cosme implantou / Uma conceituada escola / Para ensinar ler e escrever / À toda massa quilombola / Queria o líder dizer: / “Façamos nossa história”. Na história que tem nos livros / Escritos pela burguesia / Cosme é o grande bandido / (Ora vejam, quem diria!) / E Luís, racista assumido / É o herói duque de Caxias.
A cultura carnavalesca também já explorou as histórias maranhenses com o samba-enredo "Os papagaios amarelos nas Terras encantadas do Maranhão", da Acadêmicos do Grande Rio, em 2002. Autoria de Alailson Cruz e Agenor Neto, e que teve a participação de Joãosinho Trinta, a música ressalta Cosme Bento como um grande herói popular:
... De além-mar quem vem (hê, hê),
Portugal, meu bem,
Expulsando o francês e o bravo holandês.
Também
No balaio tem a revolução, a Balaiada!
Negro Cosme quer seu povo feliz,
O imperador das liberdades bem-te-vis,
Me leva que eu quero ver (eu quero ver)
Touro negro coroado,
Ele é dom Sebastião,
Que no mar fez o seu reino
Num palácio iluminado.
Hê povo, hê povo, hê
Hê Maranhão, povo encantado...